# Aero Ae-04
Aero Ae-04 – czechosłowacki samolot myśliwski z okresu międzywojennego.

## Historia
W 1921 roku po udanej konstrukcji samolotu myśliwskiego Aero Ae-02 w wytwórni Aero továrna letadel konstruktorzy A. Vlasak i A. Husnik opracowali kolejny samolot myśliwski oznaczony jako Aero Ae-04. Jeszcze w tym samym roku zbudowano jego prototyp.
Samolot został oblatany w 1921 roku. W tym roku samolot uczestniczył II Międzynarodowej Wystawie Lotniczej w Pradze, gdzie pilotowany przez Rudolfa Polaneckýego ustanowił rekord Czechosłowacji w wysokości lotu osiągając pułap 6361 m.
Pomimo tego, że spełniał on wszystkie warunki dla ówczesnych samolotów myśliwskich, nie podjęto jego produkcji seryjnej, natomiast stał się podstawą do budowanego już seryjnie samolotu myśliwskiego Aero A.18.

## Użycie w lotnictwie
Samolot Aero Ae-04 był używany tylko do testów w locie oraz występów na pokazach i konkursach lotniczych, w tym czasie pilotował go pilot fabryczny Rudolf Polanecký.

## Konstrukcja
Samolot myśliwski Aero Ae-04 był dwupłatem o konstrukcji mieszanej, kadłub był konstrukcji metalowej, natomiast skrzydła drewnianej. Kadłub mieścił odkrytą kabinę pilota, a przed nią umieszczono silnik. Napęd stanowił silnik rzędowy BMW IIIa, 6-cylindrowy, chłodzony cieczą. Podwozie klasyczne, stałe.
Uzbrojenie stanowiły 2 synchronizowane karabiny maszynowe Vickers kal. 7,7 mm umieszczone nad silnikiem po obu stronach kabiny.